# Haus der Kultur und Bildung

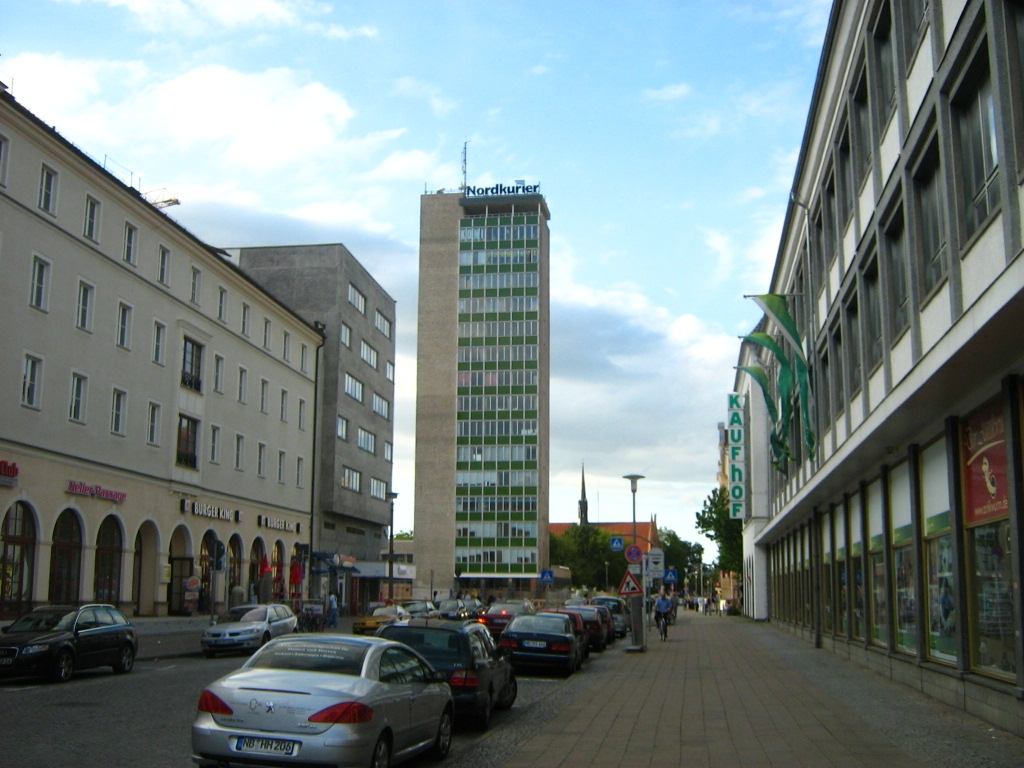
Das Turmhochhaus von der Stargarder Straße gesehen (am Markt ehemals: Palaisstraße)

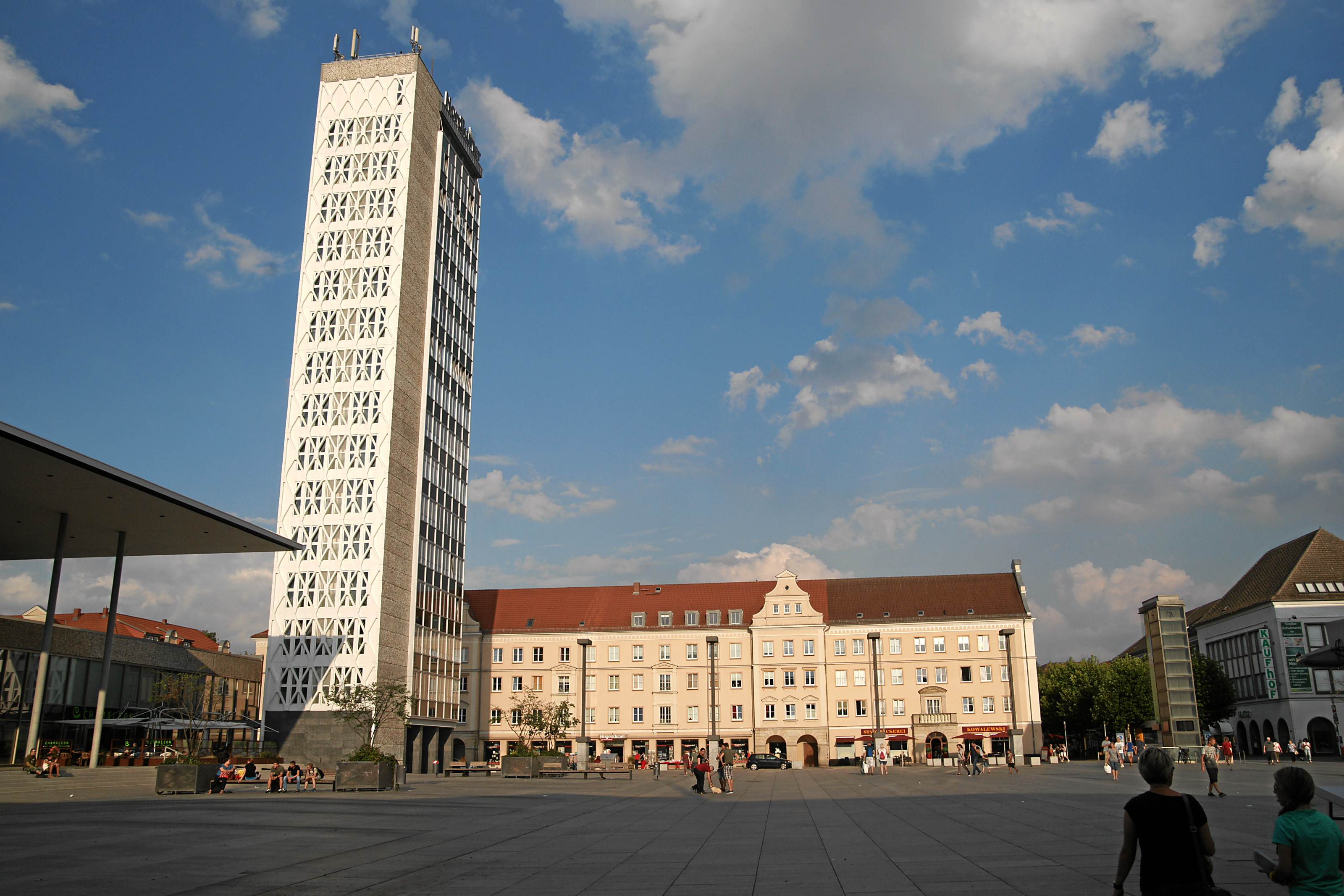
HKB-Turm vom Marktplatz gesehen

Das Haus der Kultur und Bildung (HKB) ist ein kulturelles Veranstaltungszentrum in Neubrandenburg (Mecklenburg-Vorpommern, Deutschland). Es beheimatet seit 2014 die Regionalbibliothek, einen Veranstaltungssaal, die Touristen- und Stadtinformation, zwei Café-Restaurants, ein Modekaufhaus sowie mehrere Büros.
Der im Zentrum der Stadt nördlich des Marktplatzes gelegene Gebäudekomplex ist ein typisches Exemplar der schlichten modernistischen DDR-Architektur der 1960er Jahre. Die historischen Ausmaße des Marktplatzes wurden dabei eingeschränkt, das HKB wurde als einer von wenigen Neubauten ungeachtet des mittelalterlichen Grundrisses der Stadt mit seinen jahrhundertelang bestehenden Sichtlinien gebaut.
Das 56 Meter hohe Turmhochhaus an der Südseite des Komplexes gehört zu den das Stadtbild prägenden Bauten, er überragt beabsichtigterweise das Baufeld des einstigen fürstlichen Palais. Das auch „HKB-Turm“ oder „Kulturfinger“ genannte Hochhaus ist nach dem 90 Meter hohen Turm der gotischen Marienkirche Neubrandenburgs höchstes Bauwerk. Der gesamte Komplex wurde bis 2014 für rund 44 Millionen Euro umfassend mit Steuergeldern saniert, weist aber auch im Jahr 2017 noch keinen profitablen Vermietungsstand auf. Es wird von der Neubrandenburger Wohnungsgesellschaft Neuwoges verwaltet.

## Geschichte

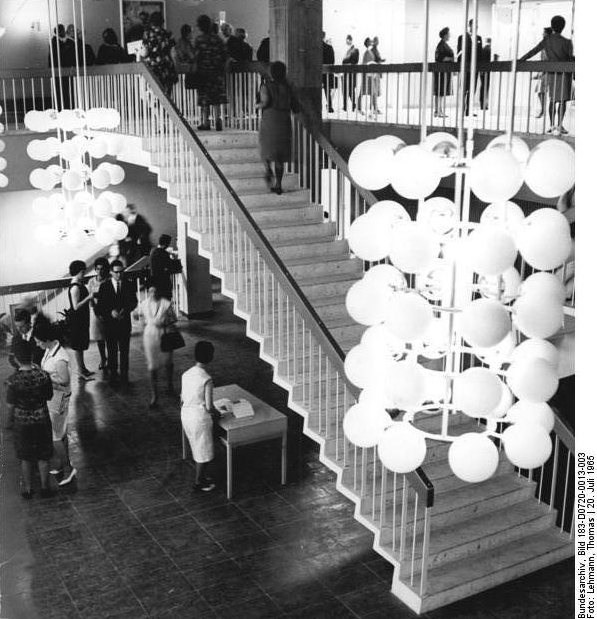
Das Foyer des HKB (1965)

Nach dem Ende des Zweiten Weltkriegs lagen mehr als 80 Prozent der Neubrandenburger Altstadt in Trümmern. In den Jahren von 1952 bis zum Anfang der 1960er Jahre erfolgte der Neuaufbau der Innenstadt. Nach dem Entwurf der Berliner Architektin Iris Grund wurde 1963 der Bau des Kulturzentrums begonnen, das 1965 eingeweiht wurde. Die gesamten Baukosten betrugen 13 Millionen Mark der DDR.
Der Stahlbetonskelettbau wurde in Form von vier Flügeln unterschiedlicher Kubatur um einen Innenhof errichtet. Die zum Marktplatz gelegene Südseite mit Foyer und Ausstellungshalle wurde großflächig verglast. Die Ausstellungshalle hat eine Grundfläche von 480 m². Der fensterlose Mehrzwecksaal mit Bühne umfasste damals 600 Plätze, die Zahl wurde später auf 450 reduziert. Er dient unter anderem als Spielstätte der Neubrandenburger Philharmonie und des Neustrelitzer Landestheaters. Im östlichen Flügel befindet sich die Regionalbibliothek Neubrandenburg. Im HKB waren zu DDR-Zeiten mehr als 50 Arbeitsgemeinschaften und Zirkel für Jugendliche und Erwachsene untergebracht.
Das südöstlich an der Stargarder Straße errichtete 56 Meter hohe turmartige Hochhaus mit 16 Etagen wurde als Stahlkonstruktion mit Vorhangfassaden errichtet. Die Plattform ermöglicht die Aussicht auf die Umgebung der Stadt einschließlich des Tollensesees sowie die mittelalterliche Stadtbefestigung. Das Turmhochhaus – auch unter der informellen Bezeichnung „Kulturfinger“ bekannt – wurde als dominantes Gegenstück zur Marienkirche angelegt, um die Überlegenheit der sozialistischen Gesellschaftsordnung zu demonstrieren.
Bis Januar 1992 war das HKB dem Kulturamt der Stadt unterstellt, dann wurde es zusammen mit der Stadthalle in die städtische Veranstaltungszentrum Neubrandenburg GmbH überführt.
Umbau
Das Eigentum an Grund und Gebäude wurde an die kommunale Neubrandenburger Wohnungsgesellschaft übertragen, die 2005 einen Realisierungswettbewerb mit dem Ziel der Erweiterung und des Umbaus zu einem Medien- und Verwaltungszentrum durchführte. Im Zuge der geplanten Veränderungen werden der Saal und der nördliche Flügel entfernt, ein neuer Saalbau soll über dem bisherigen Innenhof entstehen. Die Umbauarbeiten sollten ursprünglich 2010 abgeschlossen sein. Das Innenministerium erteilte jedoch erst Ende 2010 nach Prüfung des Stadthaushalts die Genehmigung für die Baumaßnahme.
Der Umbau, für den zunächst Gesamtkosten in Höhe von 30,2 Millionen Euro veranschlagt wurden, begann im März 2012 mit der Sanierung des Turmhochhauses und sollte bis April 2014 beendet sein. Bis zur Fertigstellung der Sanierung für die Neubrandenburger Wohnungsgesellschaft neu.woges im April 2015 vervielfachten sich die Kosten auf fast 44 Millionen Euro, was eine Finanzierungslücke im Haushalt der Stadt Neubrandenburg verursachte. Ein Abriss des Komplexes stand aufgrund des Denkmalschutzes nicht zur Debatte. Die Sanierung fand daher Erwähnung im Schwarzbuch des Steuerzahlerbundes. 2017 gab es Kritik an den Nebenkosten des Turmbaus, die bis zu 100 Prozent über den vorher veranschlagten Angaben lägen.